# Курчум (река)
Курчум (на казахски: Күршім; на руски: Курчум) е река в Казахстан (Източноказахстанска област), десен приток на Иртиш (влива се в Бухтарминското водохранилище). Дължина 210 km (по други данни 280 km). Площ на водосборния басейн около 4500 km².
Река Курчум води началото си от малко високопланинско езеро, разположено на 2637 m н.в., в крайната източна част на Курчумския хребет, в южната част на планината Алтай. В горното и средното си течение е бурна планинска река, течаща в тясна долина и ширина на коритото до 25 m. По цялото си протежение тече в посока запад-югозапад между Курчумския хребет на юг и хребетите Саримсакти и Наримски на север. При село Бирлик излиза от планините и навлиза в северната част на Зайсанската котловина, където се разделя на ръкави. Влива се отдясно в Бухтарминското водохранилище на река Иртиш, на 388 m н.в., западно от село Топтерек. Основни притоци: леви – Къстаукурчум; десни – Становая, Путочная, Езерна, Маралиха, Киинсу, Жаманкиинсу, Буланда, Житишке. Има предимно снежно и подземно подхранване. Среден годишен отток при село Топтерек 60,8 m³/sec. По средното и долното ѝ течение са разположени около 20 села, по-големи от които са: Платово, Маралиха, Бурибай, Дарственное, Курчум и Топтерек (районен център).

## Топографска карта
- Лист от карта M-45-XXV Большенарымское. Мащаб: 1 : 200 000. Указать дату выпуска/состояния местности.
- Лист от карта M-45-XXVI Катон-Караган. Мащаб: 1 : 200 000. Указать дату выпуска/состояния местности.